# Albert III Aquil·les
Albert III Aquil·les de Brandenburg; (9 de novembre de 1414; 11 de març de 1486), comunament conegut simplement com a Alberto Aquil·les o també Albert Ulisses, va ser Príncep elector del marcgraviat de Brandenburg. Va rebre el sobrenom d'Aquil·les a causa de les seves qualitats cavalleresques. També va governar el Principat d'Ansbach.

## Primers anys
Alberto va néixer a Tangermünde. Va ser el tercer fill de l'Elector Frederic I de Brandenburg i de la princesa Isabel de Baviera-Landshut. Després de passar algun temps en la cort de l'emperador Segimon I, Albert va prendre part en la guerra contra els hussites, i després es va distingir mentre assistia al rei alemany Albert II d'Habsburg, en contra del Polònia.

## Regnat
Després de la divisió territorial que va seguir la mort del seu pare el 1440, Alberto va rebre el Principat d'Ansbach. Encara que els seus recursos eren escassos, aviat va prendre un lloc preponderant entre els prínceps germànics, i va encapçalar la resistència en contra que les ciutats rebessin autonomia.
En 1443 va formar una lliga dirigida directament en contra de Nuremberg, sobre la qual membres de la seva família havien rebut amb anterioritat drets de burggraviat. No obstant això, no va ser fins a 1448 quan va trobar un pretext per atacar. Després d'algun èxit militar inicial, va ser derrotat en la batalla de Pillenreuther Weiher, havent de signar el Tractat de Bamberg (22 de juny de 1450), el qual va forçar a Albert a tornar tot el conquistat territorialment i reconèixer la independència de Nuremberg i els seus pobles associats.
Alberto va recolzar a l'emperador Frederic III en la seva lluita contra els prínceps que desitjaven reformes en el Sacre Imperi Romà, i en reciprocitat per la seva lleialtat va rebre molts favors de Frederic, incloent extensos drets judicials, els quals van aixecar considerable irritació entre els governants veïns.
En 1457, Albert va arreglar un matrimoni entre el seu fill major, Joan, i Margaret, filla de Guillem III de Luxemburg, Landgravi de Turíngia, el qual va heretar els drets sobre el tron d'Hongria i Bohèmia de la seva mare, una neta de l'emperador Segimon. L'intent d'assegurar aquests trons pels Hohenzollern a través d'aquest matrimoni va fracassar, i una destinació similar va caure sobre els esforços d'Albert per reviure en el seu propi favor el obsolet títol de Duc de Francònia.
Les agudes dissensions dels prínceps respecte de la qüestió de la reforma van culminar en una guerra oberta eln 1460, quan Alberto es va enfrontar amb una lliga sota el comandament del comte Palatí Frederic I, i Luis IX, duc de Baviera-Landshut. Derrotat en aquesta lluita, que va concloure el 1462, Albert va fer una aliança amb el seu antic enemic, Jordi de Podiebrad, rei de Bohèmia, un pas que va provocar que el Papa Pau II ho censurés.
El 1470, Alberto, que havia heretat el principat de Bayreuth a la mort del seu germà Joan el 1464, es va convertir en marcgravi de Brandenburg a causa de l'abdicació del seu altre germà, l'Elector Frederic II de Branbdenburg. Albert es va trobar molt ràpid compromès amb aquesta administració i per mitjà del tractat de Prenzlau el 1472 va portar a Pomerènia també sota la seva supremacia. Havent establert el seu dret a confiscar una tona de vins al marcgraviat, va promulgar al febrer de 1473 el Dispositio Achillea, mitjançant la qual va decretar que el Marcgraviat de Brandenburg hauria d'heretar-se íntegrament per fill major, mentre que els fills menors haurien de rebre les possessions familiars de Francònia.
Després de tractar en va d'aconseguir un casament entre un dels seus fills i María, filla i hereva de Carlos l'Atrevit, Duc de Borgoña, Albert va cedir el govern de Brandenburg al seu fill major Joan, i va retornar a les seves possessions a Francònia.
La principal atenció d'Albert després de l'anterior van ser els assumptes de l'Imperi. Molt poc després de prendre part en l'elecció de Maximilià I com a rei de Roma, Albert va morir a Frankfurt al març de 1486. Va deixar una considerable fortuna.

## Matrimonis dinàstics dels seus fills
El 1474, Albert va casar a la seva filla Bàrbara amb Enrique XI, Duc de Glogau, qui va deixar les seves possessions a la seva vídua en detriment de la seva família a la seva mort el 1476, un arranjament al qual es va resistir el cavaller d'Enric XI, Joan II, Duc de Sagan. Ajudat pel rei Maties Corví d'Hongria, Joan de Sagan va envair Brandenburg, i els pomeranis van aprofitar l'oportunitat per aixecar-se en armes. Davant aquestes circumstàncies, Albert va tornar a Brandenburg el 1478, va convèncer els pomeranis perquè reconeguessin la seva supremacia, i després d'una tenaç lluita, va assegurar part de les terres del duc Enric per a la seva filla el 1482.

## Matrimoni i fills
Albert es va casar dues vegades. Primer, el 12 de novembre de 1446 amb Margarida de Baden, filla del marcgravi Jacob o Jaume I de Baden i Catalina de Lorena. Del seu primer matrimoni va tenir els següents fills:
1. Wolfgang, nascut i mort en 1450.
2. Joan Ciceró de Brandenburg.
3. Frederic, va morir jove.
4. Úrsula de Brandenburg (25 de setembre de 1450 - 25 d'octubre de 1508, Breslau), es va casar amb el duc Enrique I de Münsterberg-Oels.
5. Isabel de Brandenburg, (29 d'octubre de 1451, Ansbach - 28 de març de 1524, Nürtingen), es va casar amb el duc Eberard II de Württemberg.
6. Margarida (18 d'abril de 1453 - 27 d'abril de 1509), abadessa del convent de les Clarisses de Hof.

Margarita va morir el 24 d'octubre de 1457 i un any més tard Albert es va casar amb Anna, filla de l'Elector Frederic II de Saxònia i Margarida d'Àustria. D'aquest matrimoni van néixer:
1. Frederic I de Brandenburg-Ansbach, (en alemany. Friedrich II von Brandenburg-Ansbach-Kulmbach o Friedrich der Ältere; 1460-1536), marcgravi d'Ansbach des de 1486 i de Bayreuth des de 1495.
2. Amàlia de Brandenburg (1 d'octubre de 1461, Plassenburg - 03 de setembre de 1481, Baden-Baden), es va casar amb el comte Gaspar del Palatinat-Zweibrücken.
3. Ana, nascuda i morta el 1462.
4. Bàrbara de Brandenburg (30 de maig de 1464, Ansbach - 04 de setembre de 1515, Ansbach), es va casar amb:
  1. a Berlín, 11 d'octubre de 1472 amb el duc Enric XI de Goglau;
  2. a Frankfurt (Oder) 20 d'agost de 1476 amb el rei Vladislau II de Bohèmia i Hongria.
5. Albert, nascut i mort en 1466.
6. Sibil·la de Brandenburg (31 de maig de 1467, Ansbach - 9 de juliol de 1524, Kaster), es va casar amb el duc Guillem IV de Jülich-Berg.
7. Segimon, marcgravi de Bayreuth, (27 de setembre de 1468, Ansbach - 26 de febrer de 1495, Ansbach).
8. Albert, nascut i mort en 1470.
9. Jordi (30 de desembre de 1472, Berlín - 5 de desembre de 1476, Kadolzburg).
10. Dorotea (12 de desembre de 1471, Berlín - 13 de febrer de 1520, Bamberg), abadessa a Bamberg.
11. Isabel (8 d'abril de 1474, Ansbach - 25 d'abril de 1507, Römhild), es va casar amb el comte Herman VIII de Henneberg-Aschach (1470-1535)
12. Magdalena (29 de juliol de 1476, Berlín - abans del 4 de febrer de 1480).
13. Anastàsia (14 de març de 1478, Ansbach - 4 de juliol de 1534, Ilmenau), es va casar amb Guillem IV comte de Henneberg-Schleusingen (1478-1559)

## Ascendència
|  |                                                  |  |  |  |  |  |  |  |  |  |  |  |  |  |  |  |
|  | 16. Frederic IV, Burggravi of Nuremberg          |  |  |  |  |  |  |  |  |  |  |  |  |  |  |  |
|  |                                                  |  |  |  |  |  |  |  |  |  |  |  |  |  |  |  |
|  |                                                  |  |  |  |  |  |  |  |  |  |  |  |  |  |  |  |
|  | 8. Joan II, Burggravi de Nuremberg               |  |  |  |  |  |  |  |  |  |  |  |  |  |  |  |
|  |                                                  |  |  |  |  |  |  |  |  |  |  |  |  |  |  |  |
|  |                                                  |  |  |  |  |  |  |  |  |  |  |  |  |  |  |  |
|  | 17. Margarida de Caríntia                        |  |  |  |  |  |  |  |  |  |  |  |  |  |  |  |
|  |                                                  |  |  |  |  |  |  |  |  |  |  |  |  |  |  |  |
|  |                                                  |  |  |  |  |  |  |  |  |  |  |  |  |  |  |  |
|  | 4. Frederic V, Burggravi de Nuremberg            |  |  |  |  |  |  |  |  |  |  |  |  |  |  |  |
|  |                                                  |  |  |  |  |  |  |  |  |  |  |  |  |  |  |  |
|  |                                                  |  |  |  |  |  |  |  |  |  |  |  |  |  |  |  |
|  | 18. Bertold VII, comte de Henneberg-Schleusingen |  |  |  |  |  |  |  |  |  |  |  |  |  |  |  |
|  |                                                  |  |  |  |  |  |  |  |  |  |  |  |  |  |  |  |
|  |                                                  |  |  |  |  |  |  |  |  |  |  |  |  |  |  |  |
|  | 9. Elisabet de Henneberg-Schleusingen            |  |  |  |  |  |  |  |  |  |  |  |  |  |  |  |
|  |                                                  |  |  |  |  |  |  |  |  |  |  |  |  |  |  |  |
|  |                                                  |  |  |  |  |  |  |  |  |  |  |  |  |  |  |  |
|  | 19. Adelheid de Hesse (1272-1315)                |  |  |  |  |  |  |  |  |  |  |  |  |  |  |  |
|  |                                                  |  |  |  |  |  |  |  |  |  |  |  |  |  |  |  |
|  |                                                  |  |  |  |  |  |  |  |  |  |  |  |  |  |  |  |
|  | 2. Frederic I de Brandenburg                     |  |  |  |  |  |  |  |  |  |  |  |  |  |  |  |
|  |                                                  |  |  |  |  |  |  |  |  |  |  |  |  |  |  |  |
|  |                                                  |  |  |  |  |  |  |  |  |  |  |  |  |  |  |  |
|  | 20. Frederic I cd Meissen                        |  |  |  |  |  |  |  |  |  |  |  |  |  |  |  |
|  |                                                  |  |  |  |  |  |  |  |  |  |  |  |  |  |  |  |
|  |                                                  |  |  |  |  |  |  |  |  |  |  |  |  |  |  |  |
|  | 10. Frederic II de Meissen                       |  |  |  |  |  |  |  |  |  |  |  |  |  |  |  |
|  |                                                  |  |  |  |  |  |  |  |  |  |  |  |  |  |  |  |
|  |                                                  |  |  |  |  |  |  |  |  |  |  |  |  |  |  |  |
|  | 21. Elisabet de Lobdaburg-Arnshaugk              |  |  |  |  |  |  |  |  |  |  |  |  |  |  |  |
|  |                                                  |  |  |  |  |  |  |  |  |  |  |  |  |  |  |  |
|  |                                                  |  |  |  |  |  |  |  |  |  |  |  |  |  |  |  |
|  | 5. Elisabet de Meissen                           |  |  |  |  |  |  |  |  |  |  |  |  |  |  |  |
|  |                                                  |  |  |  |  |  |  |  |  |  |  |  |  |  |  |  |
|  |                                                  |  |  |  |  |  |  |  |  |  |  |  |  |  |  |  |
|  | 22. Lluís IV, Emperador                          |  |  |  |  |  |  |  |  |  |  |  |  |  |  |  |
|  |                                                  |  |  |  |  |  |  |  |  |  |  |  |  |  |  |  |
|  |                                                  |  |  |  |  |  |  |  |  |  |  |  |  |  |  |  |
|  | 11. Matilde de Bavaria, Marcgravina de Meissen   |  |  |  |  |  |  |  |  |  |  |  |  |  |  |  |
|  |                                                  |  |  |  |  |  |  |  |  |  |  |  |  |  |  |  |
|  |                                                  |  |  |  |  |  |  |  |  |  |  |  |  |  |  |  |
|  | 23. Beatriu de Silèsia-Glogau                    |  |  |  |  |  |  |  |  |  |  |  |  |  |  |  |
|  |                                                  |  |  |  |  |  |  |  |  |  |  |  |  |  |  |  |
|  |                                                  |  |  |  |  |  |  |  |  |  |  |  |  |  |  |  |
|  | 1. Albert III, Elector de Brandenburg            |  |  |  |  |  |  |  |  |  |  |  |  |  |  |  |
|  |                                                  |  |  |  |  |  |  |  |  |  |  |  |  |  |  |  |
|  |                                                  |  |  |  |  |  |  |  |  |  |  |  |  |  |  |  |
|  | 24. Lluís IV, Emperador                          |  |  |  |  |  |  |  |  |  |  |  |  |  |  |  |
|  |                                                  |  |  |  |  |  |  |  |  |  |  |  |  |  |  |  |
|  |                                                  |  |  |  |  |  |  |  |  |  |  |  |  |  |  |  |
|  | 12. Esteve II de Baviera                         |  |  |  |  |  |  |  |  |  |  |  |  |  |  |  |
|  |                                                  |  |  |  |  |  |  |  |  |  |  |  |  |  |  |  |
|  |                                                  |  |  |  |  |  |  |  |  |  |  |  |  |  |  |  |
|  | 25. Beatriu de Silèsia-Glogau                    |  |  |  |  |  |  |  |  |  |  |  |  |  |  |  |
|  |                                                  |  |  |  |  |  |  |  |  |  |  |  |  |  |  |  |
|  |                                                  |  |  |  |  |  |  |  |  |  |  |  |  |  |  |  |
|  | 6. Frederic de Baviera-Landshut                  |  |  |  |  |  |  |  |  |  |  |  |  |  |  |  |
|  |                                                  |  |  |  |  |  |  |  |  |  |  |  |  |  |  |  |
|  |                                                  |  |  |  |  |  |  |  |  |  |  |  |  |  |  |  |
|  | 26. Frederic III de Sicília                      |  |  |  |  |  |  |  |  |  |  |  |  |  |  |  |
|  |                                                  |  |  |  |  |  |  |  |  |  |  |  |  |  |  |  |
|  |                                                  |  |  |  |  |  |  |  |  |  |  |  |  |  |  |  |
|  | 13. Elisabet de Sicília                          |  |  |  |  |  |  |  |  |  |  |  |  |  |  |  |
|  |                                                  |  |  |  |  |  |  |  |  |  |  |  |  |  |  |  |
|  |                                                  |  |  |  |  |  |  |  |  |  |  |  |  |  |  |  |
|  | 27. Eleonor d'Anjou                              |  |  |  |  |  |  |  |  |  |  |  |  |  |  |  |
|  |                                                  |  |  |  |  |  |  |  |  |  |  |  |  |  |  |  |
|  |                                                  |  |  |  |  |  |  |  |  |  |  |  |  |  |  |  |
|  | 3. Elisabet de Baviera-Landshut                  |  |  |  |  |  |  |  |  |  |  |  |  |  |  |  |
|  |                                                  |  |  |  |  |  |  |  |  |  |  |  |  |  |  |  |
|  |                                                  |  |  |  |  |  |  |  |  |  |  |  |  |  |  |  |
|  | 28. Esteve Visconti                              |  |  |  |  |  |  |  |  |  |  |  |  |  |  |  |
|  |                                                  |  |  |  |  |  |  |  |  |  |  |  |  |  |  |  |
|  |                                                  |  |  |  |  |  |  |  |  |  |  |  |  |  |  |  |
|  | 14. Bernabé Visconti                             |  |  |  |  |  |  |  |  |  |  |  |  |  |  |  |
|  |                                                  |  |  |  |  |  |  |  |  |  |  |  |  |  |  |  |
|  |                                                  |  |  |  |  |  |  |  |  |  |  |  |  |  |  |  |
|  | 29. Valentina Doria                              |  |  |  |  |  |  |  |  |  |  |  |  |  |  |  |
|  |                                                  |  |  |  |  |  |  |  |  |  |  |  |  |  |  |  |
|  |                                                  |  |  |  |  |  |  |  |  |  |  |  |  |  |  |  |
|  | 7. Magdalena Visconti                            |  |  |  |  |  |  |  |  |  |  |  |  |  |  |  |
|  |                                                  |  |  |  |  |  |  |  |  |  |  |  |  |  |  |  |
|  |                                                  |  |  |  |  |  |  |  |  |  |  |  |  |  |  |  |
|  | 30. Mastí II della Scala                         |  |  |  |  |  |  |  |  |  |  |  |  |  |  |  |
|  |                                                  |  |  |  |  |  |  |  |  |  |  |  |  |  |  |  |
|  |                                                  |  |  |  |  |  |  |  |  |  |  |  |  |  |  |  |
|  | 15. Beatriu Regina della Scala                   |  |  |  |  |  |  |  |  |  |  |  |  |  |  |  |
|  |                                                  |  |  |  |  |  |  |  |  |  |  |  |  |  |  |  |
|  |                                                  |  |  |  |  |  |  |  |  |  |  |  |  |  |  |  |
|  | 31. Tadea da Carrara                             |  |  |  |  |  |  |  |  |  |  |  |  |  |  |  |
|  |                                                  |  |  |  |  |  |  |  |  |  |  |  |  |  |  |  |
|  |                                                  |  |  |  |  |  |  |  |  |  |  |  |  |  |  |  |